# Øyvind Svenning
Øyvind Svenning (Trondheim, 29 gennaio 1980) è un allenatore di calcio e calciatore norvegese, allenatore e difensore del Sandved.

## Biografia
Assieme a Freddy dos Santos, Morten Gamst Pedersen, Raymond Kvisvik e Kristofer Hæstad, formò un gruppo musicale per beneficenza chiamato The Players.

## Carriera

### Club
Svenning iniziò la carriera nel Byåsen. Passò in seguito al Rosenborg, squadra con cui debuttò nella Tippeligaen: giocò da titolare nella sconfitta per due a uno contro il Viking, in data 6 agosto 2000. Raccolse un'altra presenza in campionato prima della fine della stagione, che si concluse con la vittoria nella Tippeligaen per il Rosenborg.
Nel 2001 fu ceduto in prestito al Moss, sempre militante nella massima divisione norvegese: esordì il 16 aprile, sostituendo Magnus Amundsen nella sconfitta per uno a zero in casa del Brann. Il 16 maggio realizzò la prima rete per la squadra, permettendone il successo casalingo per due a uno sul Bryne.
L'anno seguente, il Rosenborg lo cedette in prestito al Sundsvall, in Svezia. Debuttò nel nuovo campionato il 7 aprile 2002, nella vittoria per uno a zero in casa dell'Halmstad. Il 14 aprile segnò la prima rete per il club, nella sconfitta per due a uno contro il Göteborg. A fine stagione, il Sundsvall ne acquistò il cartellino.
Tornò in patria nel 2005, per giocare con il Viking. Il 3 agosto giocò il primo incontro con il nuovo club, che si concluse con una sconfitta per due a zero contro il Lillestrøm: subentrò a Thomas Pereira.
Nell'estate 2007, firmò per il Randaberg, assieme a Jørgen Tengesdal e Bjarte Lunde Aarsheim. Rimase in squadra fino al 2009. Il 27 dicembre 2010 diventò allenatore-giocatore del Sandved.

## Palmarès

### Club

#### Competizioni nazionali
- Tippeligaen: 1

Rosenborg: 2000